# Ко Йон Хо
Ко Йон Хо (кор. 고영호; нар. 14 березня 1966) — південнокорейський борець вільного стилю, бронзовий призер чемпіонату світу серед юніорів, чемпіон та бронзовий призер чемпіонатів Азії, бронзовий призер Кубку світу, учасник Олімпійських ігор.

## Спортивні результати на міжнародних змаганнях

### Виступи на Олімпіадах
| Змагання                    | Збірна         | Вагова категорія          | Місце |
| --------------------------- | -------------- | ------------------------- | ----- |
| Літні Олімпійські ігри 1992 | Південна Корея | вільна боротьба, до 68 кг | 6     |

### Виступи на Чемпіонатах світу
| Змагання                        | Збірна         | Вагова категорія          | Місце |
| ------------------------------- | -------------- | ------------------------- | ----- |
| Чемпіонат світу з боротьби 1991 | Південна Корея | вільна боротьба, до 68 кг | 7     |

### Виступи на Чемпіонатах Азії
| Змагання                       | Збірна         | Вагова категорія          | Місце  |
| ------------------------------ | -------------- | ------------------------- | ------ |
| Чемпіонат Азії з боротьби 1988 | Південна Корея | вільна боротьба, до 62 кг | Бронза |
| Чемпіонат Азії з боротьби 1993 | Південна Корея | вільна боротьба, до 68 кг | Золото |

### Виступи на Кубках світу
| Змагання                    | Збірна         | Вагова категорія          | Місце  |
| --------------------------- | -------------- | ------------------------- | ------ |
| Кубок світу з боротьби 1988 | Південна Корея | вільна боротьба, до 62 кг | Бронза |
| Кубок світу з боротьби 1991 | Південна Корея | вільна боротьба, до 68 кг | 4      |

### Виступи на змаганнях молодших вікових груп
| Змагання                                      | Збірна         | Вагова категорія          | Місце  |
| --------------------------------------------- | -------------- | ------------------------- | ------ |
| Чемпіонат світу з боротьби серед юніорів 1984 | Південна Корея | вільна боротьба, до 56 кг | Бронза |